# Maisons expérimentales de Jean Daladier
Les maisons expérimentales de Jean Daladier sont quatre maisons construites par l'architecte Jean Daladier dans un style avant-gardiste entre 1968 et 1982. Situées sur la commune de Saint-Julien-du-Sault dans la région française de Bourgogne-Franche-Comté, elles sont classées comme monument historique en 2014.

## Localisation
Ces quatre maisons forment à elles seules le lieu-dit Bois des Sèves, en limite nord-ouest de la commune de Saint-Julien-du-Sault, dans le département de l'Yonne. Elles sont construites chacune dans une petite clairière aménagée en jardin paysagé sur une parcelle du bois de Saint-Julien.

## Description
Ce sont quatre maisons en béton, différentes les unes des autres mais représentatives du style avant-gardiste des années 1970 construites en pleine nature. Elles sont également, par leurs procédés de construction, des prototypes d'habitations bon-marché. Des œuvres de l'artiste Jean Degottex sont intégrées à l'ensemble.  

### Les Trois Coupoles
L'ensemble est formé de trois bâtiments circulaires couverts d'un dôme, imbriqués les uns dans les autres.

### Contrepoint
C'est une maison à deux niveaux, surmontée d'une terrasse octogonale. Toutes ses fenêtres sont de forme triangulaire.

### La Géode
Elle est bâtie sur trois niveaux à l’intérieur d'une résille formant un polyèdre. La salle à manger, la cuisine et le salon sont réunis en une seule pièce.

### L'Hermitage
C'est une maison construite sur un seul niveau avec des murs et des toits courbés dont l'intégration à la nature est particulièrement bien étudiée.

## Historique
C'est à la fin des années 1960 que l'architecte autodidacte Jean Daladier qui a participé à la rénovation des îlots insalubres de Paris acquiert une parcelle boisée à Saint-Julien-du-Sault afin de pouvoir y construire des prototypes architecturaux. Il construit d'abord, en 1968, les Trois Coupoles, maison conçue en collaboration avec son ami l'artiste Jean Degottex. Lors d'une exposition consacrée à celui-ci au musée d'Art moderne de Paris en 1970, il présente une réplique partielle des Trois Coupoles dans laquelle sont présentées des Spacifiques, œuvres de l'artiste.  Les réalisations de l'architecte connaissent alors une certaine notoriété. Cette même année, il achève Contrepoint puis, en 1972, la Géode. Destinées à la vente, elle ne trouveront pas d'acquéreurs. Ce n'est qu'en 1982 que Jean Daladier bâtit l'Hermitage pour son usage personnel.
À l'état d'abandon, situées hors d'une zone constructible, les maisons risquent d'être démolies. Elles sont sauvées grâce à l'inscription aux monuments historiques en 2013 puis à leur classement en 2014.
En 2021, seule la maison Contrepoint est restaurée et habitée. Les trois autres, à l'abandon et dégradées, sont à vendre depuis plusieurs années,.